# Divino Amor
Pour plus de détails, voir Fiche technique et Distribution.
Divino Amor est un film brésilien réalisé par Gabriel Mascaro, sorti en 2019.

## Synopsis
Dans un monde futuriste, une femme essaie d'être enceinte et convainc des couples de ne pas divorcer grâce à son travail.

## Fiche technique
- Titre : Divino Amor
- Réalisation : Gabriel Mascaro
- Scénario : Gabriel Mascaro, Rachel Daisy Ellis, Esdras Bezerra, Lucas Paraizo et Marcelo Gomes
- Musique : Juan Campodónico, DJ Dolores, Santiago Marrero, Cláudio N. et Otavio Santos
- Photographie : Diego García
- Montage : George Cragg, Fernando Epstein, Lívia Serpa et Eduardo Serrano
- Production : Rachel Daisy Ellis
- Société de production : Desvia, Malbicho Cine, Snowglobe Films, Jirafa, Mer Film, Bord Cadre Films, Canal Brasil, Globo Filmes et House on Fire
- Société de distribution : Outsider Pictures (États-Unis), Vitrine Filmes (Brésil)
- Pays :  Brésil,  Uruguay,  Danemark,  Norvège,  Chili et  Suède
- Genre : Drame et science-fiction
- Durée : 101 minutes
- Dates de sortie : 
  - Brésil : 27 juin 2019

## Distribution
- Dira Paes : Joana
- Julio Machado : Danilo
- Rubens Santos : Genivaldo
- Clayton Mariano : Rodrigo
- Luciano Mallmann : Maurício
- Metturo : Tony prêtre au baptême
- Teca Pereira : Mestra Dalva
- Suzy Lopes : Amand
- Thardelly Lima : Henrique

## Accueil
Le film a reçu un accueil très favorable de la critique. Il obtient un score moyen de 86 % sur Metacritic.